# Biblioteca especializada

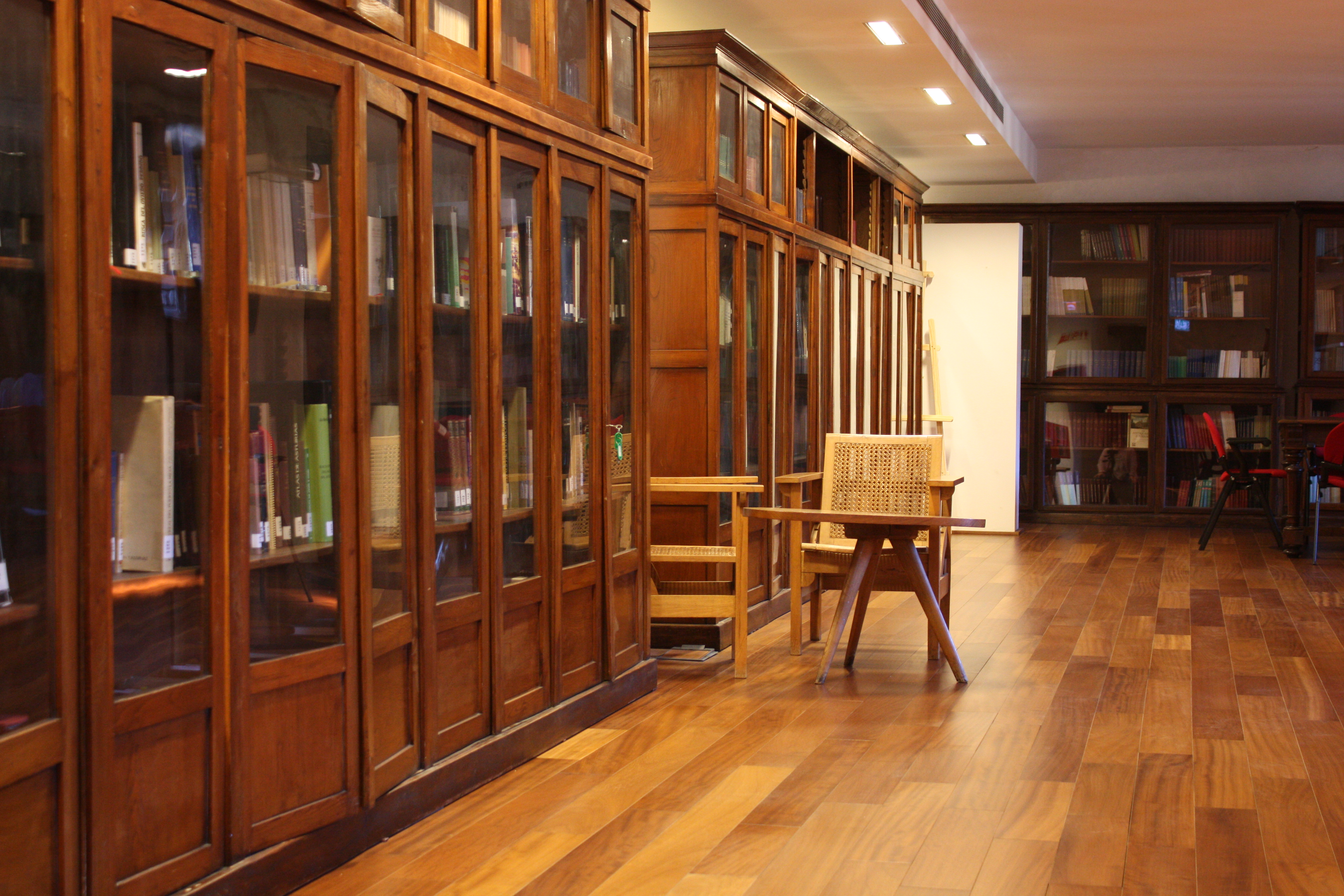
Biblioteca del Museo Arqueológico de Asturias. Actúa como centro de documentación del museo y se ocupa de los servicios de atención para el estudio y la investigación de la prehistoria y arqueología en Asturias

"Una biblioteca especializada es un centro de información que aglutina, trata y difunde información relativa a un tema o a un grupo de temas afines. Normalmente se trata de organismos vinculados a centros de investigación, organizaciones industriales o culturales, laboratorios, asociaciones profesionales, departamentos gubernamentales y todo tipo de instituciones que desarrollan su trabajo en un ámbito determinado, acompañando los principales objetivos de la institución a la que pertenecen".
La ALA la define como: «la biblioteca establecida, mantenida y administrada por una firma comercial, una corporación privada, una asociación, un organismo estatal u otro grupo o entidad que tienen interés por una materia específica para atender las necesidades de información de sus miembros o personal y alcanzar los objetivos de la organización». La UNESCO, por su parte, las define como «aquellas bibliotecas que dependen de una asociación, servicio oficial, departamento, centro de investigación, sociedad erudita, asociación profesional, museo, empresa o cualquier otro tipo de organismo, y cuyos acervos pertenezcan en su mayoría a una rama particular, por ejemplo: ciencias naturales, ciencias sociales, historia, etc».
Su aparición es relativamente reciente, adquiriendo más fuerza a partir de la segunda mitad del siglo XX como resultado de la explosión de la información y de la especialización como valor social. Estados Unidos fue pionero en la creación de sociedades de bibliotecas especializadas. La SLA (Special Libraries Association) fue creada en el año 1909 y quince años más tarde inauguraba la división de Ciencia y Tecnología bajo el nombre de Grupo Tecnológico. Casi al mismo tiempo, en el año 1932, se fundaba la ARL (Association of Research Libraries).
La misión principal de estas bibliotecas es proporcionar información a las personas que enfocan sus actividades hacia estos temas, así como a las que trabajan en esos centros, para que puedan desarrollar adecuadamente sus tareas con base en estudios e investigaciones.

## Rasgos organizativos
Las bibliotecas especializadas normalmente forman parte de un organismo o institución de diferentes esferas del conocimiento, ya sea de carácter científico, tecnológico, industrial, religioso, político, cultural, etc.  Aunque, la concepción de este tipo de centros de información se amplió a ser considerada también como una pieza necesaria en el progreso económico de una sociedad.
Atendiendo a ello se pueden establecer unas tipologías de bibliotecas especializadas:
- Bibliotecas de Instituciones religiosas
- Bibliotecas de la administración
- Bibliotecas de centros de investigación
- Bibliotecas de asociaciones y colegios profesionales
- Bibliotecas de centros sanitarios
- Bibliotecas de archivos y museos
- Bibliotecas de empresas y firmas comerciales
- Otras

Su misión consiste en asistir las demandas informacionales de usuarios especializados en diferentes áreas del conocimiento, ofreciendo servicios de información, que apoyen los proyectos de las diversas áreas temáticas mediante la adquisición, organización y preservación de materiales documentales, conservando y difundiendo el material documental en sus diferentes formatos, brindando los servicios propios de la biblioteca. Aprovechando, de esta manera la vinculación directa del bibliotecario con la información.

## Características
- La tipología documental especializada y tratamiento de los documentos.
- Los usuarios suelen tener una formación elevada y requerimientos de información muy exigentes.
- Mediante su funcionamiento activo, la información se ofrece bajo demanda y requiere continua actualización.
- Conexión y relación frecuente con otras bibliotecas, centros e instituciones.
- Alto grado de automatización de los servicios para posibilitar mejor recuperación de la información.
- Especificidad del fondo bibliográfico de acuerdo a una temática o área del conocimiento en particular.
- Suelen alojarse dentro de empresas, industrias, Instituciones gubernamentales, etc; para proporcionar un servicio de información a estas.
- Su explotación es un servicio de la organización que le proporciona apoyo financiero.
- Gran diversidad e individualidad de este tipo de bibliotecas.

## Funciones
- Celeridad y eficiencia en la recuperación de información.
- Profundo tratamiento documental de esa información, lo que redunda en la generación de productos con un alto valor añadido que, además de una descripción bibliográfica completa, incluyan un profundo análisis de contenido. En este sentido,tanto la clasificación como la  indización, son esenciales, a la vez que el resumen ha de desempeñar un papel determinante, para contribuir a seleccionar o rechazar documentos con mayor acierto y menor esfuerzo. Para acometer estas labores técnicas, las bibliotecas especializadas suelen contar con sus propios tesauros, con sistemas de clasificación especializados o incluso con léxicos creados a partir del vaciado de revistas, a fin de  lograr una mayor pertinencia terminológica.
- Actualización continua. Lo que, por un lado implica la constante capacitación y perfeccionamiento de los bibliotecarios; y por otro lado significa disponer una continua puesta al día de catálogos y materiales bibliográficos. Esto obliga a realizar importantes tareas de expurgo y de evaluación de la colección para mantener su  vigencia y pertinencia.
- Difusión activa y selectiva de la información, realizada  a medida de las demandas de los usuarios, y resguardando la calidad de la misma. Para lograr este cometido deben:  facilitar el acceso a bases de datos, gratuitas o de pago, relacionadas con su temática; trabajar mancomunadamente con otras unidades de información de la misma área para obtener la documentación necesaria de otras bibliotecas: dar a conocer a los usuarios, la existencia de  bibliotecas digitales u otros recursos web de interés, a partir del rastreo en buscadores o metabuscadores, y valorar críticamente la información encontrada antes de ponerla a disposición de los usuarios.
- Proporcionar la información solicitada en los diferentes soportes existentes.

## Acervo
Según la UNESCO, el acervo o fondo documental de una biblioteca especializada, debe pertenecer, en su mayoría, a una rama específica del conocimiento. La colección de este tipo de bibliotecas se encuentra atravesando un proceso de digitalización. Esto se debe a que varias unidades de información especializadas poseen su colección retrospectiva en soporte papel y necesitan ser modernizada por una cuestión de espacio, economía y ecología. Según Vellosillo González, generalmente se admite que en la mayor parte de las bibliotecas especializadas la colección tiene tres principales componentes:
- Información publicada: publicaciones periódicas, monografías, normas, patentes, obras de referencia.
- Información generada internamente por la institución en que se ubica: literatura gris (papeles de trabajo, correspondencia, informes, estudios proyectos, etc.)
- Información disponible a través de fuentes externas a la institución u organización: bases de datos y catálogos de otras instituciones.

Paralelamente a estos componentes, podemos detallar los tipos de documentos que más frecuentemente contienen las colecciones de las bibliotecas especializadas. Estas son:
- Publicaciones periódicas: constituyen uno de los materiales más abundantes ante todo porque son las que proporcionan una información más actual. En las bibliotecas especializadas existen publicaciones periódicas tanto primarias- lo que son revistas especializadas- como secundarias -revistas de resúmenes y referencias de documentos primarios-. Estos últimos constituyen un material excepcional para la orientación en la selección de información de los usuarios.

- Literatura gris: documentos que contienen información no comercializada pero que suele ser muy especializada. Se trata de tesis, proyectos, informes, actas de conferencias y congresos, etc.
- Publicaciones oficiales.
- Enciclopedias, repertorios, anuarios, y, en general, obras de referencia especializadas.
- Normas, patentes.
- Monografías.

## Características de los usuarios
"La información que reúnen los centros especializados está dirigida, a las personas que trabajan o colaboran con la entidad o institución a que se vincula a la biblioteca. La mayor parte de estos profesionales va a poseer una formación de alto nivel referente a estudios y a desarrollo profesional, lo que provoca que sus requerimientos de información exijan eficaces respuestas. Igualmente va dirigida a usuarios muy especializados e interesados en la temática que trata la biblioteca".
Los usuarios de este tipo de bibliotecas suelen ser en su mayoría, conocedores de los tópicos que requieren, expertos cualificados pertenecientes con frecuencia a la institución en la que se ubica la biblioteca; generalmente demandan información constante sobre las novedades informativas que se producen en su ámbito profesional y de estudio, cuyo grado de complejidad y necesidades suelen hacer indispensable el contacto con resúmenes o abstracts de la información a consultar, para lograr una mayor velocidad en la satisfacción de sus requerimientos. Es común que determinados temas se lo soliciten en forma general al bibliotecario y depositen en este la selección de materiales a recuperar, ya que deben confiar en los bibliotecarios para la búsqueda y recuperación de información que esperan una respuesta precisa . “Será un usuario exigente, que busca soluciones rápidas y adecuadas a sus demandas y que desea tener información constante sobre las novedades informativas que se producen en el ámbito profesional y de estudio” (Vellosillo González: 1997).
También pueden asistir usuarios que están interesados en la temática que presentan o si tienen que realizar un trabajo relacionado con el fondo de la unidad de información.
Las consultas se atienden en forma personal  o a distancia (a través de la planilla de usuarios que aparecen en las páginas web de las unidades de información).  Hay respuestas que pueden responderse en el momento, y otras que precisan una elaboración y selección de la demanda del usuario. Las necesidades de los usuarios de la biblioteca especializada son homogéneas y determinadas, ya que requieren de documentos específicos tales como tesis, tesinas, artículos científicos, revistas, congresos y cursos sobre la especialidad.

## Tipos de demandas de recuperación de información
Según Lacal Seijo y su experiencia, las demandas más frecuentes son:
- Consultas sobre bibliografía en relación con una materia o un autor en particular o sobre autores
- Datos bibliográficos para completar proyectos de investigación
- Datos actualizados sobre las publicaciones periódicas más valoradas para orientar la publicación hacia los títulos más importantes
- Datos sobre publicaciones primarias, títulos nuevos, funcionamiento de la publicación
- Difusión selectiva de información.
- Normas y estilos de publicación, tipos de abreviaturas aceptadas, etc.